# Commissione Nazionale per le Società e la Borsa
A Commissione Nazionale per le Società e la Borsa (CONSOB) é a autoridade governamental da Itália responsável pela regulamentação do mercado de valores mobiliários italiano. Isso inclui a regulamentação da bolsa de valores italiana, a Borsa Italiana.

## História
A CONSOB foi fundada em 1974 por meio de legislação que unifica as funções e jurisdições que até então faziam parte do Ministério do Tesouro italiano. Este era principalmente o poder de monitorar os mercados de valores mobiliários.
Com o tempo, os poderes e responsabilidades da CONSOB se expandiram significativamente. Em 1983, uma nova lei estendeu sua jurisdição à proteção da poupança pública e, dois anos depois, a CONSOB ganhou personalidade jurídica e autonomia. Em 1991, foram atribuídos poderes para auditar as corretoras de valores mobiliários e monitorar o comércio de informações privilegiadas.

## Responsabilidades e funções
A CONSOB desempenha várias funções:
- regula os serviços e operações de investimento de intermediários, as obrigações de informação das empresas cotadas em mercados regulamentados e a solicitação de investimento do público;
- autoriza o funcionamento dos mercados regulamentados, a publicação de prospectos, a gestão centralizada de instrumentos financeiros e a inscrição em registos;
- monitoriza as operações das sociedades gestoras de mercado, a transparência e condução ordeira da negociação e a transparência e justiça da conduta dos intermediários e representantes financeiros;
- penaliza qualquer conduta injusta das partes acima mencionadas;
- verifica as informações prestadas ao mercado por entidades que solicitam investimentos do público, bem como as informações constantes dos documentos contabilísticos das sociedades cotadas.

## Estrutura organizacional
A CONSOB é chefiada por um órgão colegiado composto por um presidente (em novembro de 2019, Paolo Savona; seus antecessores incluem Mario Nava, Giuseppe Vegas, Lamberto Cardia, Luigi Spaventa, Enzo Berlanda e Franco Piga) e quatro membros, nomeados por um decreto do Presidente da República sob proposta do Presidente do Conselho de Ministros, com mandato de sete anos e mandato não renovável. A estrutura organizacional inclui um comitê de gestão central sob o qual existem onze departamentos (emissores, intermediários, mercados, etc.) e trinta e nove divisões (controles da empresa, ofertas públicas de licitações e estrutura de propriedade, monitoramento e registro de representantes financeiros, negociação com informações privilegiadas, derivativos mercados, etc.), com escritórios em Roma e Milão.